# Den rullende opera
Den Rullende Opera er et turnerende, dansk operakompagni stiftet i 2006 af Jacob Heide Madsen, Lars Henriksen og Sara Fiil under mottoet: "Opera for folket". Kompagniet har en målsætning om at præsentere et usædvanligt og underholdende operarepertoire i små og intime opsætninger. 
Kompagniet ledes af musikalsk leder, Louise Schrøder, produktionsleder, Anne Sophie Gertz, administrativ leder, Lars Henriksen og kunstnerisk leder, Christopher Cowell. 
Den rullende opera har siden 2006 turneret til mere end 55 danske byer og opsat følgende operaer:
10 nyopsætninger
- Rita af Gaetano Donizetti
- Mirakeldoktoren af G. Bizet
- Une Education Manquee af Emmanuel Chabrier
- Den Forvandlede Kat af Jacques Offenbach
- Antonia af J. Offenbach,
- Grandtanten af J. Massenet
- Natklokken af G. Donizetti
- Løgneren i Døgneren af Mozart/ Rasmus Hansen & Anne Brodin
- Fridolin af Phillip Faber/ Lars Henriksen
- De indbildte sygeplejersker af Léo Delibes
- Kashchey, den udødelige af N. Rimskij-Korsakov

Tre genopsætninger
- Rita af G. Donizetti
- Mirakeldoktoren af G. Bizet
- Une Education Manquèe af E. Chabrier

Fem uropførelser
- Grandtanten af J. Massenet,
- Løgneren i Døgneren af Mozart/ Rasmus Hansen og Anne Brodin
- Fridolin (bestillingsværk af Phillip Faber/Lars Henriksen)
- De indbilte sygeplejersker af L. Delibes
- Kaschey, den udødelige af N. Rimskij-Korsakov

7 nyoversættelser
- Mirakeldoktoren af G. Bizet
- Antonia af J. Offenbach
- Grandtanten af J. Massenet
- Natklokken af G. Donizetti
- Den Forvandlede Kat af J. Offenbach
- De indbildte sygeplejersker af L. Delibes
- Kaschey, den udødelige af N. Rimskij-Korsakov

To nyproduktioner
- Løgneren i Døgneren af Mozart/ Rasmus Hansen / Anne Brodin
- Fridolin af Phillip Faber/ Lars Henriksen

I alt omkring 155 forestillinger. Herudover har kompagniet lavet workshops, foredrag/. undervisningsmateriale, interaktiv scenografi og undervisning på konservatorierne.
Siden 2012 har Lotte Heise været protektor for Den Rullende Opera